# Černý Potok
Černý Potok (deutsch Pleil-Sorgenthal) ist ein Ortsteil von Kryštofovy Hamry im Ústecký kraj in Tschechien.

## Geografie

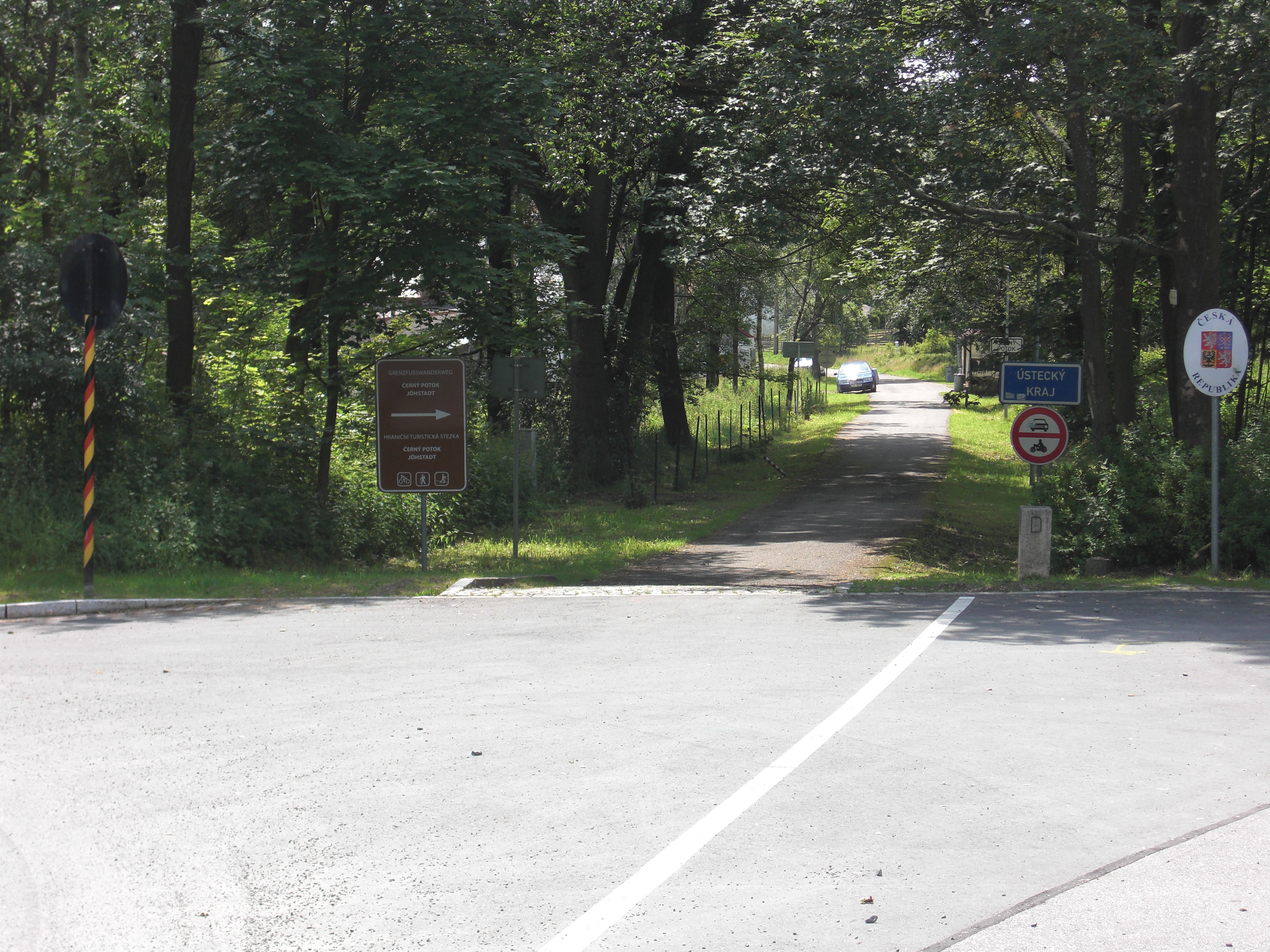
Grenzübergang Jöhstadt-Černý Potok (2009)

### Lage
Černý Potok befindet sich am Kamm des Mittleren Erzgebirges an der Grenze zu Deutschland und nördlich des Velký Špičák. Durch den Ort fließt das im tschechischen als Černá Voda bezeichnete Schwarzwasser, das nach Norden der Preßnitz zufließt. Der ehemalige Ortsteil "Sorgenthal" liegt im Norden des Orts direkt an der deutschen Grenze, der ehemalige Ortsteil "Pleil" schließt sich im Süden an Sorgenthal an. Im Westen des Ortsgebiets befindet sich der Oberlauf des Conduppelbachs, an dem einst die böhmische Häusergruppe "Weißer Hirsch" lag. Dieser direkt gegenüber liegt die zum sächsischen Jöhstadt gehörige Häusergruppe Weißer Hirsch, die heute besser unter dem Namen "Berghof" bekannt ist.

### Nachbarorte
| Siedlung Weißer Hirsch (zu Jöhstadt) |                                             | Jöhstadt mit Dürrenberg |
| Vejprty                              | Kompassrose, die auf Nachbargemeinden zeigt | Kryštofovy Hamry        |
| Kovářská                             | Mezilesí                                    | Vodní nádrž Přísečnice  |

## Geschichte

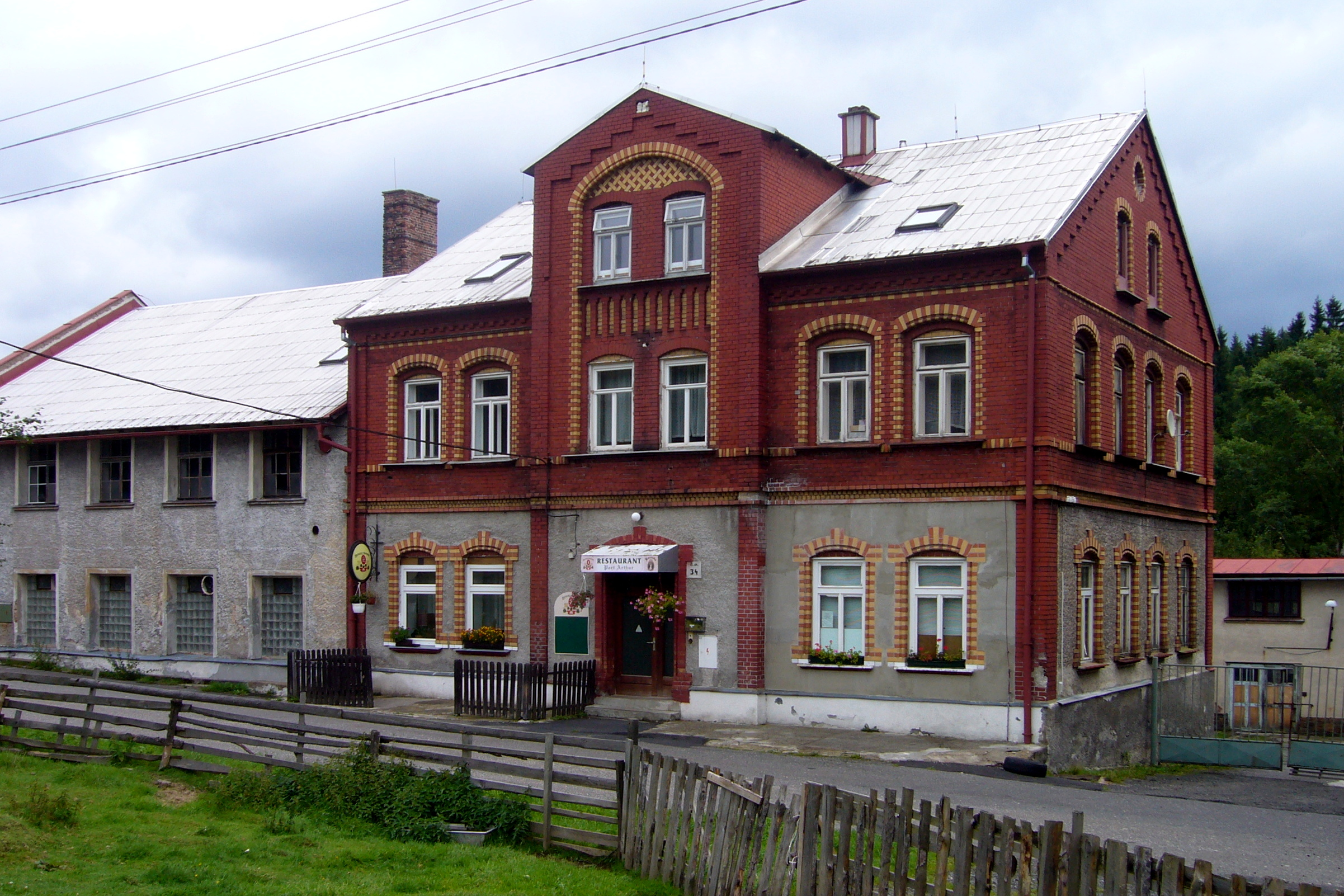
Ehemalige Fladersche Fabrik in Sorgenthal

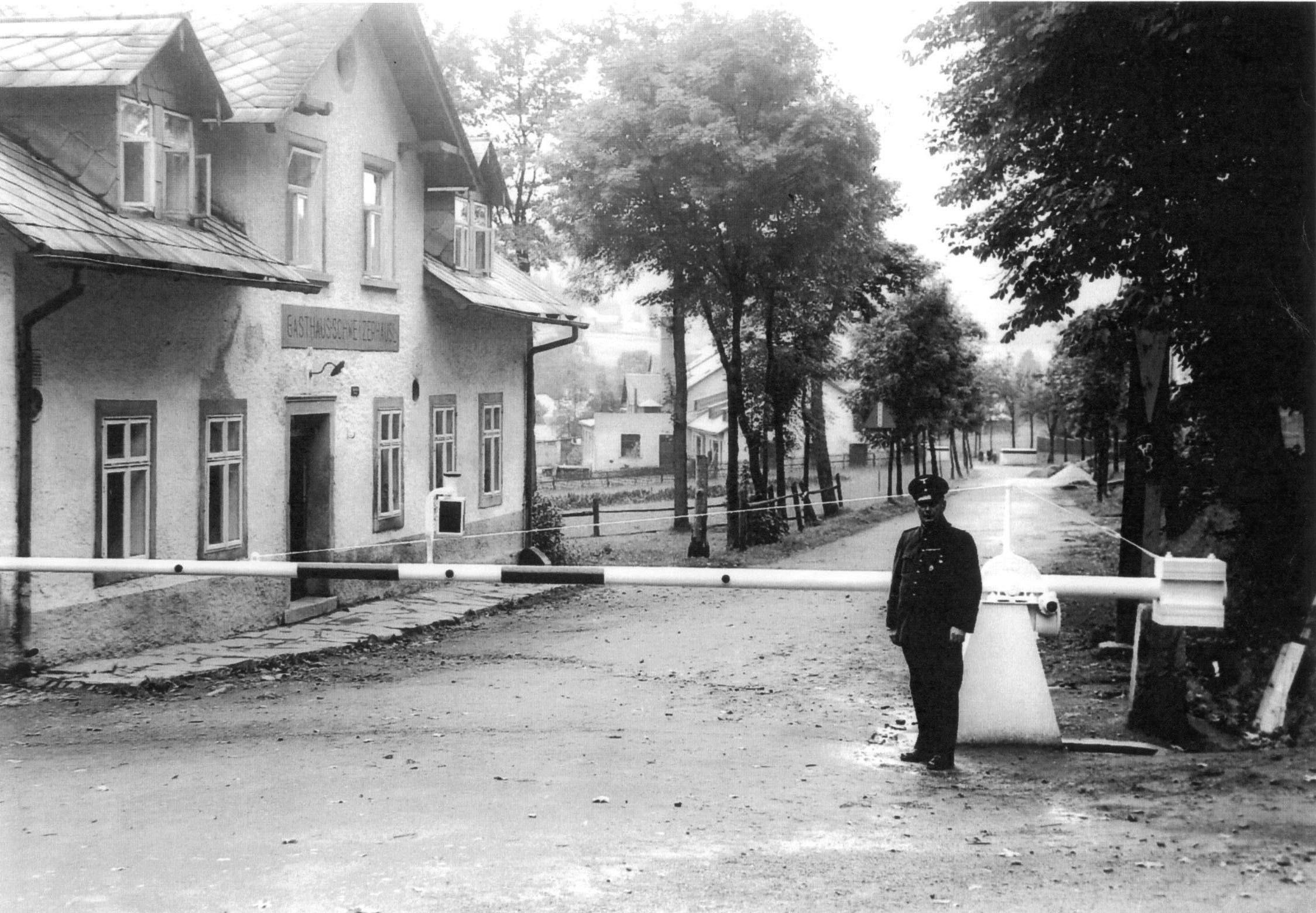
Grenzübergang Jöhstadt – Pleil-Sorgenthal mit Gasthaus Schweizerhaus (1938)

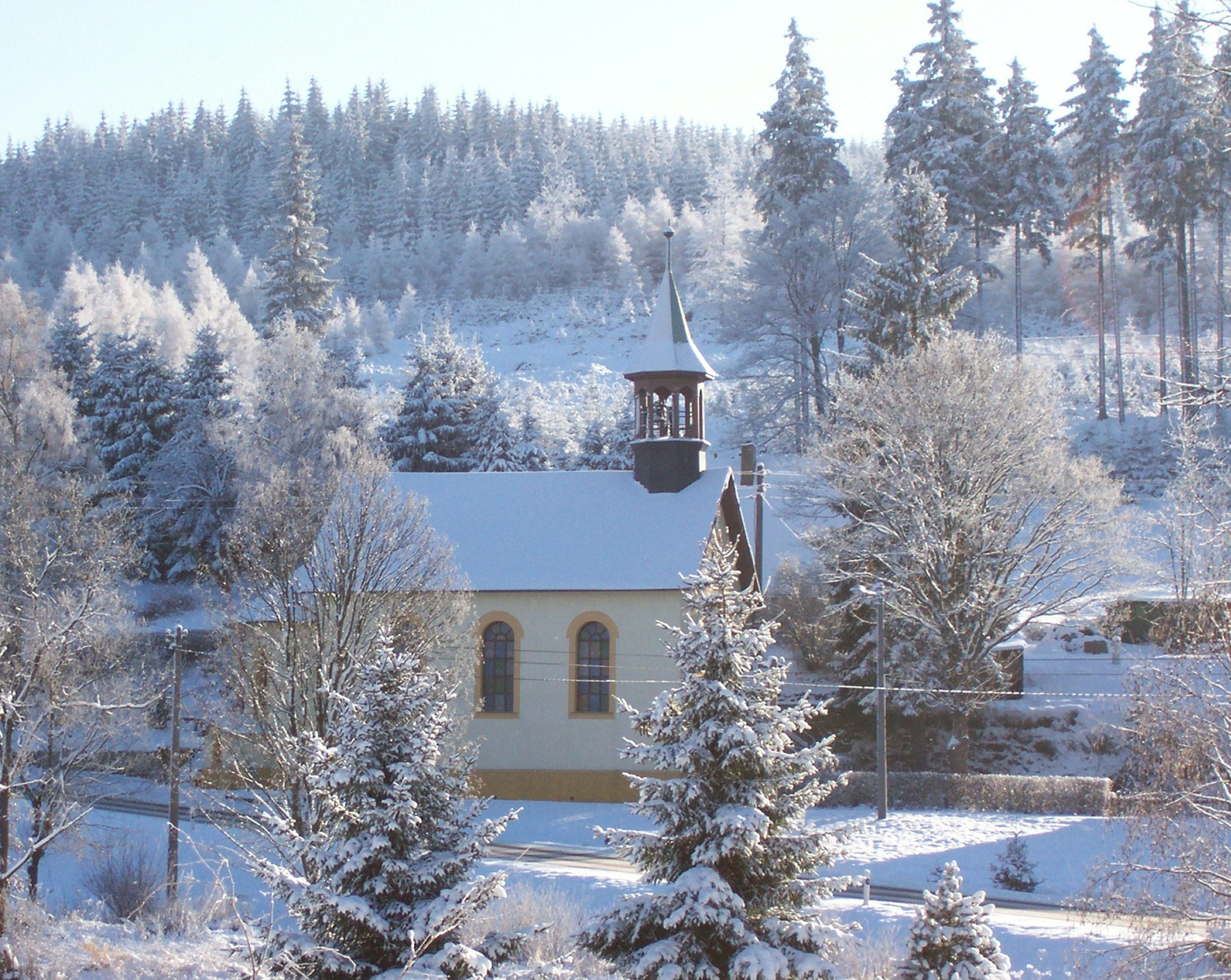
Kirche St. Antonius (Kostel sv. Antonína)

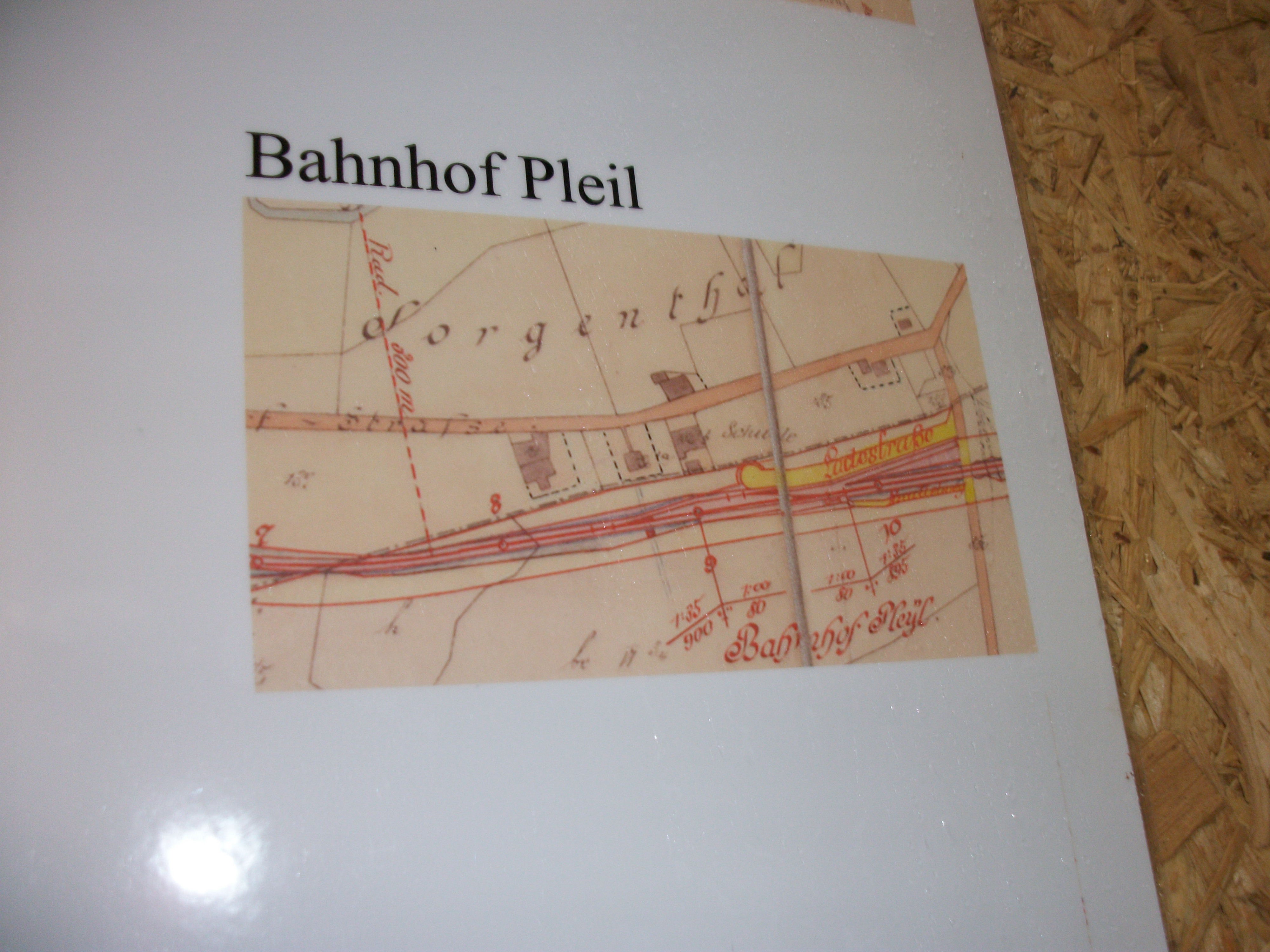
Schema des im Jahr 1912 geplanten Bahnhofs Pleil der nie realisierten Schmalspurbahn zwischen Jöhstadt und Weipert

Ein genaues Gründungsdatum kann für Pleil nicht ermittelt werden. Im Jahr 1352 wurde der Ort als Eisenhammer erwähnt. 1429 erfolgte die Zerstörung durch Hussiten. Von der benachbarten Siedlung Bottendorf blieb nur die „Bottendorfer Mühle“ erhalten. Sie ist später als „Fiedlermühle“ bekannt gewesen, die 1870 zur „Fladerschen Spritzenfabrik“ umgewandelt wurde. Diese war ein Zweigbetrieb der 1860 gegründeten und heute als Flader Feuerlöschgerätefabrik bekannten Fabrik in Jöhstadt auf der sächsischen Seite der Grenze und diente dem Export an die österreichisch-ungarische Monarchie. Die böhmische Fabrik stand in der Siedlung „Sorgenthal“, die seit 1850 zu Pleil gehört. Sie wurde 1907 geschlossen.
Um das Jahr 1500, d. h., noch vor der Gründung der Bergstadt Jöhstadt auf sächsischer Seite, erlebte Pleil-Sorgenthal eine Blütezeit des Bergbaus auf Eisen und Silber. Pleil bestand um 1532 nur aus einem Bauernhaus. Während des Dreißigjährigen Kriegs wurde der Schwedengeneral Johan Banér im Jahr 1641 in der Pleiler Heide in der Schlacht bei Preßnitz durch die kaiserlichen Truppen geschlagen. Ein Teil des südwestlich von Pleil gelegenen Orts Neugeschrei, welcher „Neugeschreier Häuser“ genannt wurde, lag ursprünglich in der Flur von Pleil. Er gehörte im Gegensatz zu Pleil zur Pfarrei Weipert.
Zu dieser Zeit wurde der Preßnitzer Pass, an dem Pleil lag, von verschiedenen Armeen beim Durchmarsch genutzt. Nach dem Krieg wurden die Hammerwerke von Pleil und Sorgenthal wieder aufgebaut. Im 16. Jahrhundert bestand der Ort nachweislich aus zwei Mühlen und einer Eisenhütte, die Felix Bohuslav von Lobkowitz hier erbaut hatte. 1604 wurde ein Hochofen erbaut, der zum Anwesen in Preßnitz gehörte. Zu dieser Zeit entwickelte sich der Bergbau auf Eisenerz. Im 19. Jahrhundert erfolgte die Ablösung des Bergbaus durch andere Industriezweige, u. a. durch die Produktion von Feuerlöschgeräten, die Zwirnerei und die Spulerei. Die katholische St.-Antonius-Kirche war eine Filialkirche mit eigenem Friedhof, die zum Pfarrsprengel Preßnitz gehörte. Nach Pleil war der zu Christophhammer gehörige Ortsteil Hegerhaus (heute:Hájovna) geschult. Dieser Ort, dessen vier Häuser sich direkt an der Grenze gegenüber dem zum sächsischen Jöhstadt gehörigen Gemeindeteil Dürrenberg befanden, ist heute nicht mehr bewohnt.
Ein Forsthaus befand sich vor 1945 nahe Pleil an der (alten) Straße von Preßnitz nach Pleil: kurz vor Pleil – auf Höhe des Kremsigers – südlich der Straße gelegen.
Um 1912 existierten weit fortgeschrittene Pläne der Verlängerung der Schmalspurbahn Wolkenstein–Jöhstadt über die sächsisch-böhmische Landesgrenze zum Bahnhof Weipert. Dieses Projekt sah jeweils einen Bahnhof in Pleil und in der zu Pleil gehörigen böhmischen Häusergruppe "Weißer Hirsch" (gegenüber der sächsischen Häusergruppe Weißer Hirsch) am Conduppelbach vor. Der Bahnhof "Pleil" hätte sich in der Nähe der Schule von Sorgenthal befunden. Wegen des Ersten Weltkrieges und der politischen Veränderung nach dem Krieg kam das Projekt jedoch über eine Entwurfsplanung nicht hinaus.
Durch die Niederlage des österreichisch-ungarischen Heeres im Ersten Weltkrieg 1918 und das Ende Österreich-Ungarns am 31. Oktober wurde auch das Ende des Kronlandes Böhmen besiegelt. Dadurch wurde auch das böhmische Pleil-Sorgenthal offiziell in die neue Tschechoslowakische Republik eingegliedert. Im Jahr 1930 besaß der Ort 826 Einwohner und 108 dauerhaft bewohnte Häuser. Nachdem deutsche Truppen im Oktober 1938 das Sudetenland und mit ihm auch Pleil-Sorgenthal besetzten, erfolgte am 10. Oktober 1938 die Eingliederung in den Bezirk Preßnitz im Reichsgau Sudetenland.
Nach dem Ende des Zweiten Weltkriegs wurde im Jahr 1945 die Tschechoslowakei in den Grenzen aus der Zeit vor dem Münchner Abkommen wiederhergestellt, zu der nun auch Pleil-Sorgenthal wieder gehörte. Zwischen 1945 und 1946 wurde die überwiegend deutschböhmische Bevölkerung vertrieben und der Ort mit Tschechen neu besiedelt, wodurch die Einwohnerzahl von Pleil-Sorgenthal von 826 im Jahr 1930 auf 189 im Jahr 1950 drastisch sank. Die zu Pleil-Sorgenthal gehörige Häusergruppe "Weißer Hirsch" westlich des Orts an der sächsischen Grenze wurde in diesem Zug vollständig abgerissen. Die örtliche Schule wurde 1969 geschlossen. Bis zum Jahr 2002 gehörte Černý Potok zum Okres Chomutov im Ústecký kraj (Region Aussig).

### Ortsname

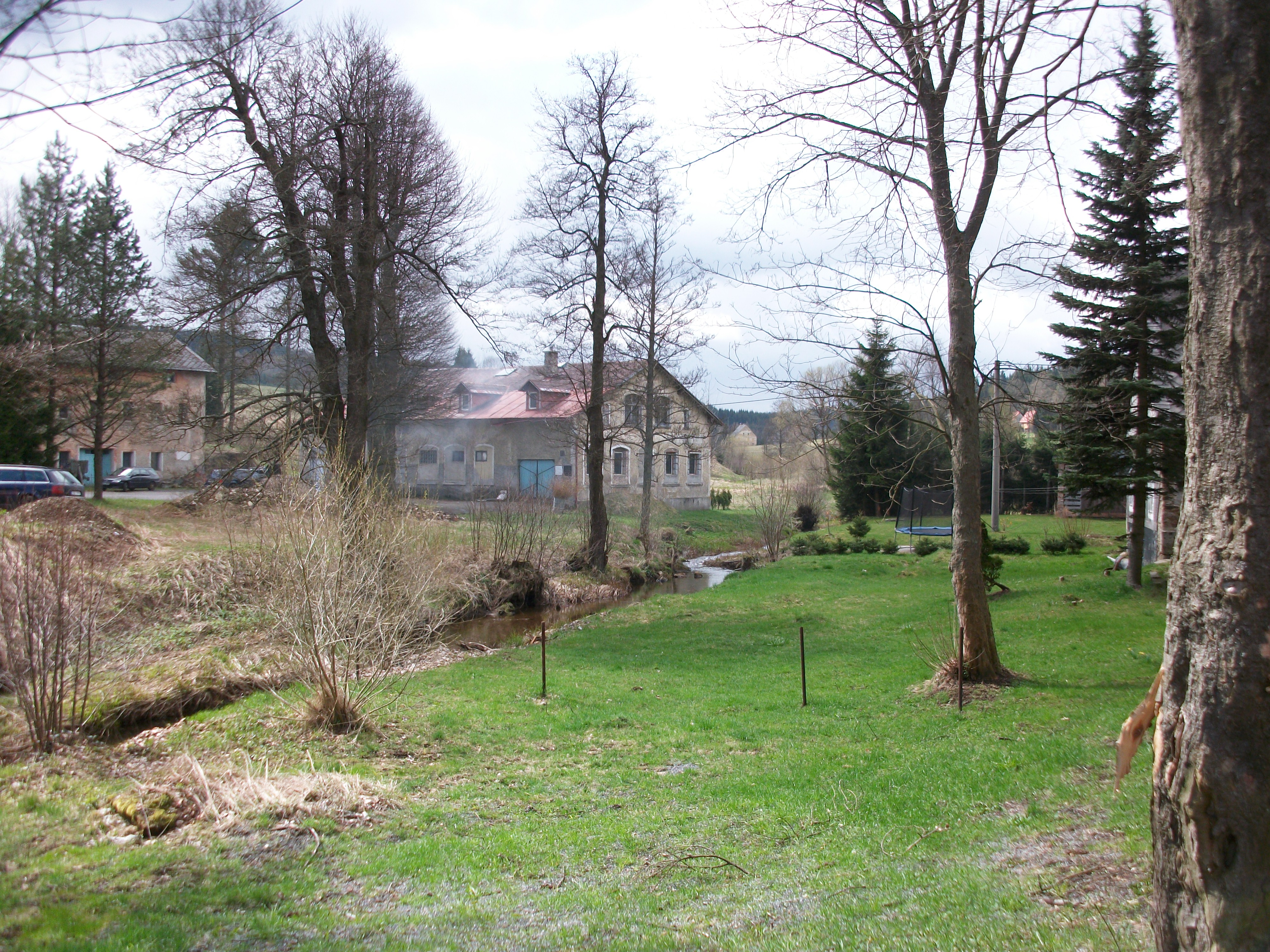
Černý Potok, Ortsteil Sorgenthal

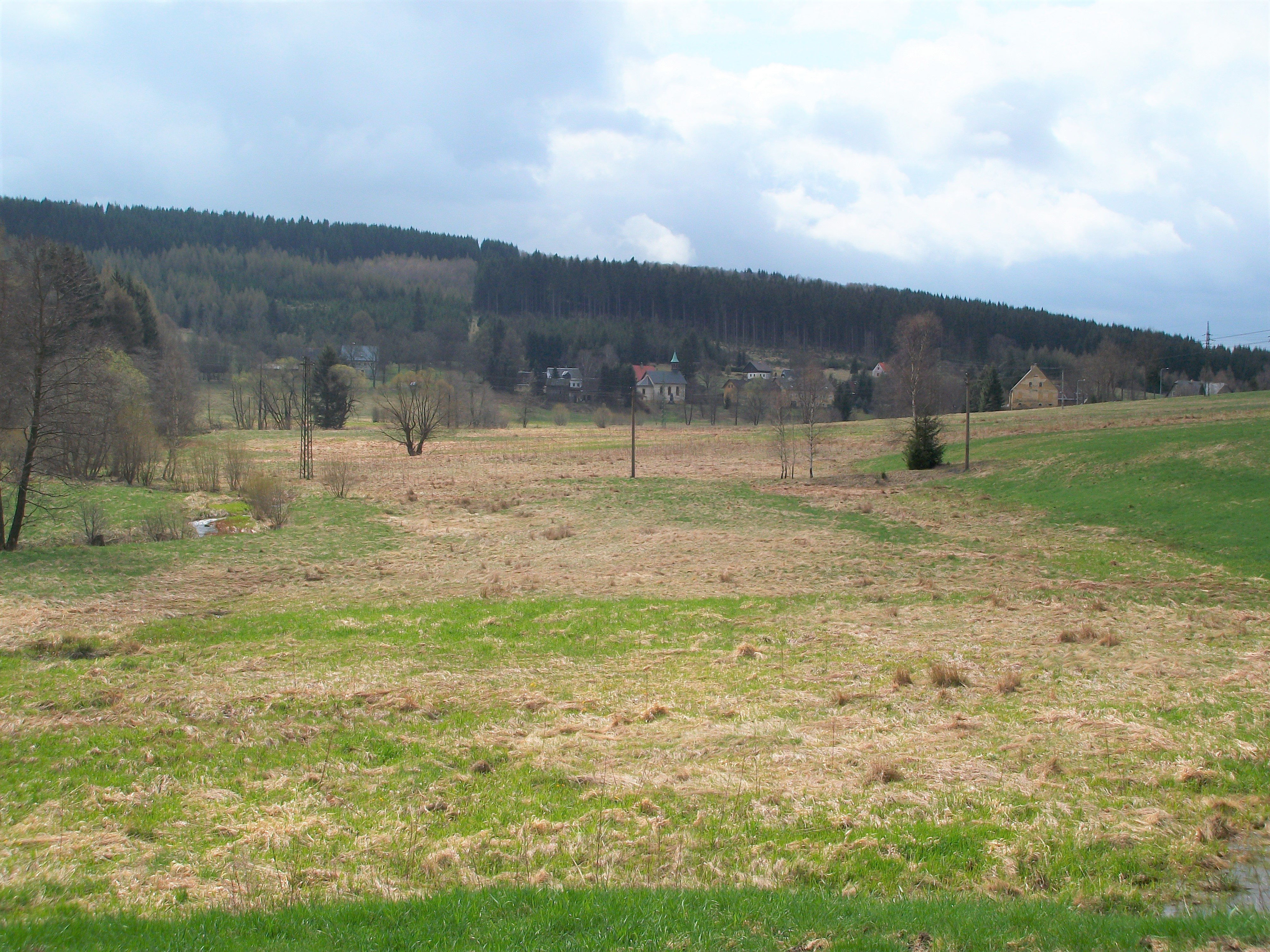
Černý Potok, Ortsteil Pleil mit Kirche

Pleil-Sorgenthal wurde durch die Zusammenlegung Siedlungen Pleil und Sorgenthal gebildet. Der deutsche Name „Sorgenthal“ bedeutet „Tal der Sorgen“. In historischen Quellen wird der Name nur in dieser Form erwähnt. Der Name der zweiten Siedlung „Pleil“ wurde aus dem Namen Bleil (Diminutiv für Blei) abgeleitet. In historischen Quellen kommt in Formen Pleyl (1787) und Pleil (1846). Der heutige Name „Černý Potok“ wurde im Jahre 1950 durch ein Dekret des Ministeriums des Innern eingeführt. Er ist angelehnt an dem durch den Ort fließenden Bach „Černá Voda“ („Jöhstädter Schwarzwasser“) und bedeutet übersetzt „Schwarzer Bach“.

### Entwicklung der Einwohnerzahl
| Jahr | Einwohnerzahl |
| ---- | ------------- |
| 1869 | 703           |
| 1880 | 772           |
| 1890 | 845           |
| 1900 | 845           |
| 1910 | 691           |

| Jahr | Einwohnerzahl |
| ---- | ------------- |
| 1921 | 762           |
| 1930 | 826           |
| 1950 | 189           |
| 1961 | 176           |
| 1970 | 97            |

| Jahr | Einwohnerzahl |
| ---- | ------------- |
| 1980 | 44            |
| 1991 | 29            |
| 2001 | 27            |
| 2011 | 28            |

## Persönlichkeiten mit Bezug zu Černý Potok (Pleil)
- Frand Adolph Lange (1815–1898), deutscher Unternehmer im Bereich der Metallindustrie und Abgeordneter des Sächsischen Landtags, geboren in Pleil